# Euphrasia lapponica
Euphrasia lapponica är en snyltrotsväxtart som beskrevs av T. C. E. Fries. Euphrasia lapponica ingår i släktet ögontröster, och familjen snyltrotsväxter. Inga underarter finns listade i Catalogue of Life.